# Монастырь Святого Харалампия
Монасты́рь Святого Харалампия (греч. Ἱερά Μονή Ἁγίου Χαραλάμπους; араб. دير القديس خرالمبوس‎) — мужской монастырь Иерусалимской православной церкви и место христианского паломничества в христианском квартале в Старом городе Иерусалима недалеко от места, где находятся Судные врата. Назван в честь Святого Харалампия. Монастырь находится на восьмой остановке Крестного пути на Виа Долороза. Монастырь построен на месте, где, предположительно, произошло обращение Иисуса Христа к женщинам Иерусалима (Лк. 23:27-31). Расположен монастырь на улице Ханка, между Ашлихим и Бейт Хабад.

## Традиция
Согласно церковному преданию, здесь Иисус Христос обратился к женщинам Иерусалима (Лк. 23:27-31), предсказав гибель Иерусалима и последние дни перед Вторым пришествием. На месте монастыря было совершено последнее стояние Христа перед Голгофой. В храме есть осудительное решение Пилата об осуждении Иисуса Христа.

## История
Монастырь построен вновь в 1840-х годах.

## Архитектура
На стене есть камень с латинским крестом и надписью («IC-XC NI-KA» — Иисус Христос Победитель). Интерьер церкви достаточно прост. В церкви имеется простой иконостас и иконы посредственной работы. На западной стене есть икона ведения Спасителя на распятие; Он окружен воинами; позади Него Симона Киринеянина заставляют помочь Ему нести крест; толпа народа и женщины смотрящие издалека; впереди видна Голгофа.